# 希望之力～成年光之美少女'23～
《希望之力～成年光之美少女'23～》是一部由東堂泉製作的魔法少女動畫，為「光之美少女系列」20週年紀念作品，於2023年10月7日晚上6點25分在NHK教育頻道首播。

## 概要
本作為《Yes! 光之美少女5》及其續集《Yes! 光之美少女5GoGo!》的續作作品。除了《Yes! 光之美少女5》的角色外，也加入了《光之美少女 Splash Star》的角色。
從9月29日開始，官方會在Twitter展示本作距離上映的日子，並以倒數顯示。與劇場版《光之美少女 All Stars F》一樣，倒數日子會根據光之美少女的登場人數而決定。
本作光之美少女變身時是變回國中生的樣貌進行變身，並非直接以成人樣貌進行變身。

## 登場人物

### 光之美少女
夢原美美／夢天使（Yumehara Nozomi／Cure Dream）
配音：三瓶由布子（日本）
私立小學老師，受學生愛戴。
第2話時因想起與瑠美的約定使得時間之花綻放，在觸碰到蝴蝶後，暫時變回國中生樣貌並再次變身夢天使進行戰鬥。
期間因為變身次數過多，受時間之花影響而昏厥。
在結局接受可可的求婚，兩人在帕魯米王國結婚。
夏木玲／火天使（Natsuki Rin／Cure Rouge）
配音：竹內順子（日本）
珠寶首飾設計師兼足球選手。
第6話再次決定依賴小香，於觸碰到蝴蝶後，暫時變回國中生樣貌並再次變身火天使進行戰鬥。
春日野麗／星天使（Kasugano Urara／Cure Lemonade）
配音：伊瀨茉莉也（日本）
童星出道，喜歡唱歌，現階段目標是成為舞台劇演員。酒量相當好。
第7話因史洛普的話，想到過去那個的自己。在蝴蝶出現後並觸碰蝴蝶，暫時變回國中生樣貌並再次變身星天使進行戰鬥。
秋元小町／冰天使（Akimoto Komachi／Cure Mint）
配音：永野愛（日本）
目標成為小說家，其書寫的小說在比賽得獎，在自家的和菓子店幫忙，同時參加居民委員會。
第8話守護小鎮的決心，使時間之花綻放，在觸碰到蝴蝶後，暫時變回國中生樣貌並再次變身冰天使進行戰鬥。
水無月香戀／水天使（Minazuki Karen／Cure Aqua）
配音：前田愛（日本）
醫生，在醫院的繁忙工作及病患的看護讓她倍感壓力，也因為是醫護的工作，相較於其他人，很少碰酒，只喝烏龍茶。
第3話保護病患的決心，使時間之花綻放，暫時變回國中生樣貌後觸碰蝴蝶，並再次變身水天使進行戰鬥。
米露／美美野露米／紫天使（Milk／Mimino Kurumi／Milky Rose）
配音：仙台惠理（日本）
真實身分為帕魯米王國的精靈米露。
為了成為服侍可可和果果的優秀管家，而留在人類世界學習，因此派遣為公司秘書磨練。事後決定成為帕魯米王國的總理。
因為香戀曾經在生病時照顧自己的關係，喜歡大蘋果（伏特加和蘋果調配，再用蘋果裝飾的雞尾酒）。
第3話為了拯救被困住的水天使，暫時變回國中生樣貌並再次變身紫天使進行戰鬥。
日向葵／花天使（Hyuuga Saki／Cure Bloom）
配音：樹元織江（日本）
除了幫忙自家麵包店外，也會開麵包車做移動式販賣。
第3話結尾登場。因聽到一旁談論關於光之美少女之事而與其他人相認。
第4話得知無名指戴著婚戒，未婚夫是調理師學校認識的。
第9話因為舞的鼓勵，重新相信自己，使時間之花綻放，暫時變回國中生樣貌，並再次變身花天使進行戰鬥。
一度因身邊的人而對留學之事猶豫，最後在結局時到法國留學。
美翔舞／舞天使（Mishou Mai／Cure Egret）
配音：榎本溫子（日本）
在大型廣告公司中擔任平面設計師。
第3話結尾登場。因聽到一旁談論關於光之美少女之事而與其他人相認。
第4話被交往的男友提出分手，讓她一度迷惘，最後找到自己想做的事後，透過電話向男友和平分手。
第9話決心變成光之美少女，並鼓勵葵相信自己，使時間之花綻放，暫時變回國中生樣貌，並再次變身舞天使進行戰鬥。
美墨莎莎／黑天使（Misumi Nagisa／Cure Black）
配音：本名陽子（日本）
第11話結尾正式露臉，事後前往亞馬遜。
雪城乃香／雪天使（Yukishiro Honoka／Cure White）
配音：尤加奈（日本）
第11話結尾正式露臉，事後前往北極圈。
九條光／夏妮露米納斯（Kujo Hikari／Shiny Luminous）
配音：田中理惠（日本）
第12話正式登場。

### 帕魯米王國（Palmier Kingdom）
可可 / 小小田浩史（Coco / Kokoda Koji）
配音：草尾毅（日本）
帕魯米王國的國王之一。
透過史洛普收到來自人間界的米露所書寫的信件。後續暫留人間，協助處理影子。
在結局向美美求婚，兩人在帕魯米王國舉行婚禮。
果果 / 夏（Nuts / Nattsu）
配音：入野自由（日本）
帕魯米王國的國王之一。
向來上報的史洛普告知說同為國王的可可因多拿滋王國太難相處的關係而留在該國進行交涉。
史洛普 / 甘井史朗（Syrup / Amai Shiroh）
配音：朴璐美（日本）
留在光之玫瑰園照顧玫瑰花群。
因發現時間之花的關係而上報。
帕亞（Papaya）
配音：園部啟一（日本）

### 反派
貝爾
配音：日笠陽子（日本）
本作中的幕後黑手，本體為時鐘塔上的大鐘。
因不明原因而指揮影子們到處襲擊人類。
第5話出現在被其藉由影子引誘出來的望面前，並向她訴說自己的真正目的。
最終受到眾人的感化，並回到未來。
影子
配音：下崎紘史（日本）
因人類負面情緒的影響而從影子中誕生的怪物。
能透過襲擊人類製造出同伴，而被襲擊的人類則會如同沉睡般昏迷。
第6話開始出現獸型態的影子。

### 主角的家人

#### 夏木家
夏木和代（Natsuki Kazuio）
配音：淺野麻由美（日本）
夏木玲的母親。

#### 秋元家
秋元圓（Akimoto Madoka）
配音：永野愛（日本）
秋元小町的姐姐。

#### 水無月家
坂本（Jii-ya/Sakamoto）
配音：池田知聰（日本）
管家。

#### 日向家
日向大介（Hyuuga Daisuke）
配音：楠見尚己（日本）
葵的父親。
日向沙織（Hyuuga Saori）
配音：土井美加（日本）
葵的母親。

### 其它角色
星野健太（Hoshino Kenta）
配音：竹內順子（日本）
葵與舞以前的同學。
經營一家-咖啡&酒吧Time。
星野優子（Hoshino Yuuko）
配音：城雅子（日本）
葵與舞以前的同學。
原姓氏是太田，並與健太育有一子。
星野家的嬰兒
配音：佐藤美由希（日本）
片桐瑠美
配音：集貝花（日本）
因家庭因素而被迫轉學的學生，熱愛舞蹈。
最終話寫給望的信中表示自己在新學校中創立了舞蹈社，父親也找到了新工作。
瑠美的父親
配音：高橋研（日本）
因公司經營不順加上與妻子離婚的關係導致壓力過大。
最終話寫給望的信中得知已經找到新工作。
瀧川毱子
配音：鍋井真紀子（日本）
極具知名的舞台劇導演。
首席秘書
配音：田所陽向（日本）
來未所就職公司的上司。
為人相當古板，導致在其手下工作的來未有諸多怨言。
最終話時接受來未的辭職，但在聽到來未說要回家鄉當總理時相當傻眼。
篠崎娜娜
配音：藤田茜（日本）
高中二年級，田徑社成員，是下一任社長候選人，香戀看護的病患。
因在練習田徑時無視自己腳部的傷疼發作導致骨折並開刀住院，在主治醫生的建議需要復健為期一年，也因此自暴自棄不復健。
（Bumbee）
配音：高木涉（日本）
過去曾是光之美少女的敵人，如今擔任建築物管理公司的職員。
霧生薰／風之薰（Kiryuu Kaoru）
配音：岡村明美（日本）
霧生滿／月之滿（Kiryuu Michiru）
配音：淵崎有里子（日本）
過去曾是光之美少女的敵人，如今兩人經營著相當火紅的網路節目。
第9集正式露臉，並向眾人告知關於她們所調查的一切。
雪城早苗（Yukishiro Sanae）
配音：野澤雅子（日本）
雪城乃香的奶奶。
在小町等人造訪她時，將自己曾經的記憶告知。

## 製作人員
- 原作：東堂泉
- 系列導演：濱名孝行
- 系列構成：成田良美
- 角色原案：稻上晃、川村敏江
- 角色設計：中嶋敦子
- 音樂：佐藤直紀
- 動畫製作：東映動畫、Studio DEEN
- 製作：2023 希望之力 成年光之美少女製作委員會

## 主題曲
片頭曲「心動不已」（ときめき）
作詞：水野良樹，作曲：水野良樹，編曲：島田昌典，主唱：生物股長
片尾曲
作詞：只野菜摘，作曲：高木洋，編曲：，主唱：Cure Quartet（五條真由美、內八重友賀、⼯藤真由、宮本佳那子）
插入曲（第7話）
作詞：只野菜摘，作曲：間瀬公司，編曲：，主唱：伊瀬茉莉也

## 各話標題
| 話數 | 日文標題 | 中文標題   | 劇本     | 分鏡     | 演出     | 作畫監督                                                                               | 總作畫監督                          | 日本播放日期   |
| ---- | -------- | ---------- | -------- | -------- | -------- | -------------------------------------------------------------------------------------- | ----------------------------------- | -------------- |
| 1    |          | 未來的模樣 | 成田良美 | 濱名孝行 | 山崎茂   | 井山莎拉、松井晟花、杉本梨渚 村上彩香、浪上悠里、龜谷響子                              | 藤井牧                              | 2023年 10月7日 |
| 2    |          | 決意的姿態 | 成田良美 | 福島宏之 | 安東大瑛 | 芳山優、宮島彩 中島駿、中島大智 古池由香里                                             | 工藤裕加                            | 10月14日       |
| 3    |          | 心中的記憶 | 赤尾凸   | 薄田俊夫 | 浅見松雄 | 浪上悠里、小野亞由美、井山莎拉 海岸麻由子、袖山麻美、村上彩香 張昀、松井晟花、杉本海帆 | 石井明治、杉本海帆 藤井牧、龜谷響子 | 10月21日       |
| 4    |          | 迷茫的翅膀 | 村山功   | 藤原良二 |          | 張昀、杉本梨渚 早乙女啓、中島大智 姚遠、顧金秋 楊國福、朱至峰                          | 石井明治                            | 10月28日       |
| 5    |          | 美美的希望   | 成田良美 | 藤原良二 | 田中貴大 | 浪上悠里、村上彩香 海岸麻由子、松本晟花 杉本海帆                                       | 藤井牧                              | 11月4日        |
| 6    |          | 火焰的波動 | 村山功   | 薄田俊夫 | 山崎茂   | 西村元秀、宮島彩 張昀、土本佳奈 松本晟花                                               | 龜谷響子                            | 11月11日       |
| 7    |          | 悲傷的果實 | 成田良美 | 安東大瑛 | 安東大瑛 | 村上彩香、澤田知世 增喜美和子、杉本梨渚 早乙女啟                                       | 石井明治                            | 11月18日       |
| 8    |          | 我的小鎮   | 赤尾凸   | 薄田俊夫 | 浅見松雄 | 張昀、佐藤麻里那 宮島彩（同時擔任料理） 中島大智                                       | 杉本海帆                            | 11月25日       |
| 9    |          | 兩人的羈絆 | 村山功   | 小林美月 | 小林美月 | 古池由香里、中島駿 海岸麻由子（同時擔任料理） 龜谷響子、松本晟花                       | 藤井牧                              | 12月2日        |
| 10   |          | 最後的約定 | 成田良美 | 藤原良二 | 中島駿   | 早乙女啟、杉本梨渚 松田萌、澤田知世 張昀                                               | 石井明治                            | 12月9日        |
| 11   |          | 未來的結束 | 成田良美 | 飯田崇   | 中村哲治 | 古池由香里、張昀 芳山優、村上彩香 松井晟花                                             | 龜谷響子                            | 12月16日       |
| 12   |          | 希的力量   | 成田良美 | 濱名孝行 | コークン | 澤田知世、早乙女啟 杉本梨渚、杉本海帆 油布京子                                         | 龜谷響子                            | 12月23日       |

## 播放媒體
| 播放日期                | 播放時間            | 播放電視台  | 播放地區 | 備註     |
| ----------------------- | ------------------- | ----------- | -------- | -------- |
| 2023年10月7日－12月23日 | 星期六 18:25－18:50 | NHK教育頻道 | 日本全域 | [ 註 2 ] |

## 腳註

### 來源
1. ↑  . Comic Natalie. 2023-03-14  [2023-04-28]. （原始内容存档于2023-03-15） （日语）.
2. 1 2  . Comic Natalie. 2023-03-21  [2023-04-28]. （原始内容存档于2023-03-28） （日语）.
3. ↑  . Comic Natalie. 2023-04-27  [2023-04-28]. （原始内容存档于2023-05-04） （日语）.
4. ↑  .   [2023-06-22]. （原始内容存档于2023-06-30） （日语）.
5. ↑  .   [2023-09-29]. （原始内容存档于2023-11-24） （日语）.
6. 1 2 3  . Comic Natalie. 2023-06-20  [2023-06-20]. （原始内容存档于2023-06-30） （日语）.
7. 1 2 3 4  . Comic Natalie. 2023-08-19  [2023-08-19]. （原始内容存档于2023-08-24） （日语）.
8. ↑  . Comic Natalie. 2023-08-31  [2024-02-14]. （原始内容存档于2023-11-04） （日语）.
9. ↑  . PRTIMES. 2023-08-31  [2023-08-04] （日语）.
10. ↑  . PRTIMES. 2023-11-18  [2024-02-14]. （原始内容存档于2023-11-28） （日语）.
11. ↑  . 《希望的力量～成年光之美少女'23～》官方網站.   [2023-12-15]. （原始内容存档于2023-10-18） （日语）.
12. ↑  . キボウノチカラ～オトナプリキュア‘23～.   [2024-02-14] （日语）.

## 外部連結
- 電視動畫官方網站（日語）
- 電視動畫的X（前Twitter）（日語）